# Las Palomas, Tepetlán
Las Palomas är en ort i Mexiko.   Den ligger i kommunen Tepetlán och delstaten Veracruz, i den sydöstra delen av landet, 250 km öster om huvudstaden Mexico City. Las Palomas ligger 1 722 meter över havet och antalet invånare är 114.
Terrängen runt Las Palomas är kuperad åt sydväst, men åt nordost är den bergig. Runt Las Palomas är det ganska tätbefolkat, med 100 invånare per kvadratkilometer. Närmaste större samhälle är Naolinco de Victoria, 11,8 km väster om Las Palomas. I omgivningarna runt Las Palomas växer huvudsakligen savannskog.